# حسن‌آباد (بخش مرکزی رفسنجان)
حسن‌آباد یک روستا در ایران است که در بخش مرکزی شهرستان رفسنجان واقع شده‌است.